# 宮崎駅東
宮崎駅東（みやざきえきひがし）とは、宮崎県宮崎市内の地名。郵便番号は880-0879。2023年現在、宮崎駅東1丁目-3丁目が設置されるが、住居表示実施地域ではない。

## 地理
宮崎市の中心部、宮崎駅大和口（東口）に位置する。南から北にかけて順に1丁目から3丁目が設置され、主に住宅街や文教施設を形成する。宮崎市の町丁で唯一、丁目単位で地域自治区が異なる地区であり、1丁目が檍地域自治区、2丁目と3丁目が中央東地域自治区に属している。

北を青葉町、下原町、西を錦町、老松2丁目、東を大和町、宮脇町、南西を堀川町、南を浄土江町、南東を昭和町と接する。

## 歴史
- 2004年(平成16年)：堀川町・浄土江町・昭和町・宮脇町・大和町・青葉町のそれぞれ一部をもって宮崎駅東1丁目～3丁目が成立。

## 世帯数と人口
2023年（令和5年）7月1日現在の世帯数と人口は以下の通りである。
| 町丁          | 世帯数  | 人口   |
| ------------- | ------- | ------ |
| 宮崎駅東1丁目 | 128世帯 | 206人  |
| 宮崎駅東2丁目 | 101世帯 | 159人  |
| 宮崎駅東3丁目 | 537世帯 | 1004人 |

## 小・中学校の学区
市立小・中学校に通う場合、学区は以下の通りとなる。
| 町名                 | 小学校             | 中学校               |
| -------------------- | ------------------ | -------------------- |
| 宮崎駅東1丁目        | 宮崎市立宮崎小学校 | 宮崎市立宮崎中学校   |
| 宮崎駅東2丁目・3丁目 | 宮崎市立江平小学校 | 宮崎市立宮崎東中学校 |

## 交通

### 鉄道
JR日豊本線が通過し、区域内に宮崎駅がある。

### バス
宮交グループの運営するバスが営業するほか、宮崎駅バスセンターを設置し、高速バス等が停車する。

## 施設
- 宮崎駅(1丁目・2丁目)
- 宮崎市保健所（1丁目)
- 宮崎科学技術館（1丁目)
- 宮崎市中央公民館（1丁目)
- 宮崎市総合体育館（1丁目)
- 宮崎市中央公園(文化の森)（旧宮崎刑務所）（1丁目)
- 宮崎県体育館（2丁目）